# Antonio León Ortega
Antonio León Ortega (Ayamonte, Huelva, 7 de diciembre de 1907-Huelva, 9 de enero de 1991) escultor español. Se formó en Madrid y creó un estilo propio en la imaginería andaluza del siglo XX.

## Biografía
Antonio León Ortega nace en la ciudad de Ayamonte, en la provincia de Huelva, el 7 de diciembre de 1907.
Desde adolescente, muestra facultades innatas para la escultura, realizando sus primeras obras de forma autodidacta.

Se forma en Madrid entre los años 1927 a 1934. Cursa los estudios de Escultura y de Profesorado de Dibujo en la Escuela de Bellas Artes de San Fernando, hoy Real Academia de Bellas Artes de San Fernando. Entre sus maestros se encuentran Mariano Benlliure, José Capuz, Manuel Benedito y Juan Adsuara, con quien trabaja durante una etapa.

En estos años estudia la imaginería castellana, en Valladolid y Zamora, sobre todo a Gregorio Fernández y Alonso Berruguete.

Trabaja en Huelva desde 1938 en su primer taller en la calle San Cristóbal, que comparte con el pintor Pedro Gómez, y que además de escuela informal de artistas se convierte en un ateneo de las artes y de las humanidades en esa época, frecuentado por casi todos los artistas que viven o pasan por Huelva así como por poetas, médicos, escritores, periodistas. Siendo conocido entre ellos como la "Academia de San Cristóbal".
En estos años estudia la imaginería sevillana sobre todo a Martínez Montañés.
En 1964 se traslada a un nuevo taller en la calle Médico Luís Buendía hasta 1985, en el que una enfermedad le aparta de toda actividad.
En cincuenta años de trabajo realiza más de cuatrocientas obras, entre pequeño y gran formato, en diversos materiales, pero principalmente en madera.
La obra religiosa la elabora con boceto previo y esculpida en madera de forma directa con gubia y mazo, a la manera tradicional de la imaginería española que había aprendido de José Capuz y de Juan Adsuara en su época madrileña.
Realiza una gran parte de las imágenes de la Semana Santa en Huelva y Ayamonte y de numerosos pueblos de las provincias de Huelva y Badajoz y tiene otras obras religiosas y civiles en Sevilla, Cádiz, Málaga, Cáceres, Salamanca, Pontevedra, Madrid, Bélgica, Estados Unidos, etc., así como muchas otras de pequeño formato pertenecientes a coleccionistas privados de España y América.
En su época madrileña realiza una escultura modernista propia de la época, muestras de esta son el Retrato de Luna que se encuentra en el Museo Manuel Benedito y el Retrato de un compañero de BBAA entre otros.

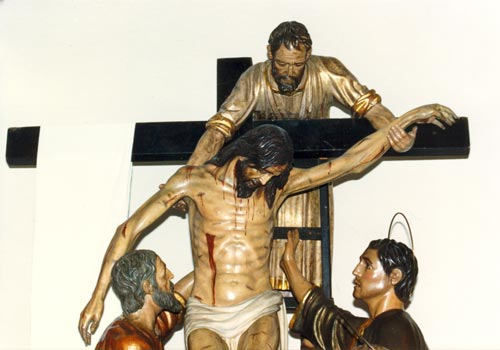
Descendimiento de Huelva

Además destacan en su producción el Yacente, el Cristo del Perdón, el Ángel de la Oración, el Cristo de la Borriquita, el Jesús de las Tres Caídas, el Cristo de la Victoria, el Cristo de la Concepción, el San Cristóbal, la Virgen de las Angustias y la Virgen de los Ángeles en Huelva, el Pasión, el Yacente de las Angustias, el Cautivo, el Cristo de las Aguas y la Virgen de la Paz en Ayamonte, Jesús Cautivo y Rescatado y el Nazareno de la Amargura de Beas y el Nazareno de Moguer.
En paralelo a la escultura desarrolla una labor como pedagogo en su taller, en el Seminario Diocesano y en el embrión de lo que es hoy la Escuela de Arte León Ortega impartiendo clases de dibujo y modelado.
Como escultor se dedica preferentemente a la imaginería, además de por ser una especialidad que desde siempre le atrajo, porque se siente motivado por sus convicciones religiosas mezcladas con una inquietud social que le sitúan en el área del cristianismo más comprometido.
Sus primeras obras religiosas tienen un sabor barroco, pero luego conforma un estilo personal que no es otro que la depuración de un clasicismo hacia formas cada vez más aligeradas de trazo y ornamentación.
En el último lustro—trabaja hasta casi los ochenta años— su producción pierde parte de la potencia escultórica que la caracteriza y realiza esculturas de menor tamaño, que exigen un menor esfuerzo físico. La última fue el busto de Madame Cazenave.
El 9 de enero de 1991 fallece por la mañana en su casa de Huelva y es velado en la Escuela de Arte León Ortega.

## Obra

### Obra pública
- Beato San José Ramírez, 1955, Ayamonte.
- Platero, 1963, Casa Museo Zenobia y Juan Ramón Jiménez. Moguer.

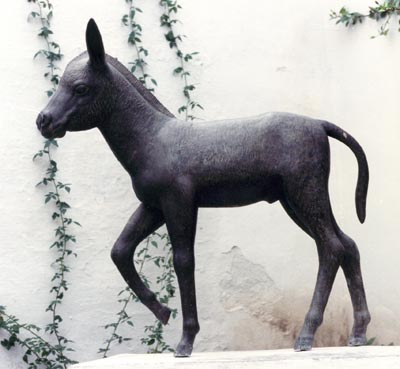
Platero. Museo J.R. Jiménez. Moguer..

- Monumento al pintor Pedro Gómez, 1963, El Conquero, Huelva.
- Monumento al Obispo P. Cantero Cuadrado, 1964. Seminario Diocesano, Huelva.
- Monumento a Alonso Sánchez, 1970, Parque Alonso Sánchez, Huelva.
- Monumentos a Fray Juan Pérez y a Fray Antonio de Marchena, 1970, Monasterio de la Rábida, Entorno del monasterio, Palos de la Frontera.
- Monumento Virgen de la Cinta, 1977, Hdad. de la Cinta, Santuario de Nuestra Señora de La Cinta, Jardines, Huelva.
- Monumento a Martín Alonso Pinzón, 1978, Baiona. Pontevedra.
- Imágenes de la Fachada de la Catedral de la Merced: Virgen de la Merced, San Leandro, San Walabonso, San Vicente y Santa María, 1978, Catedral de La Merced de Huelva.
- Monumento a Sor Ángela de la Cruz, 1984, Plaza de Isabel la Católica (Plaza Niña), Huelva.
- Monumento a Madame Cazenave, 1985, Plaza de Madame Cazenave, Huelva.

### Obra eclesiástica y privada

#### España

##### Huelva
Aljaraque

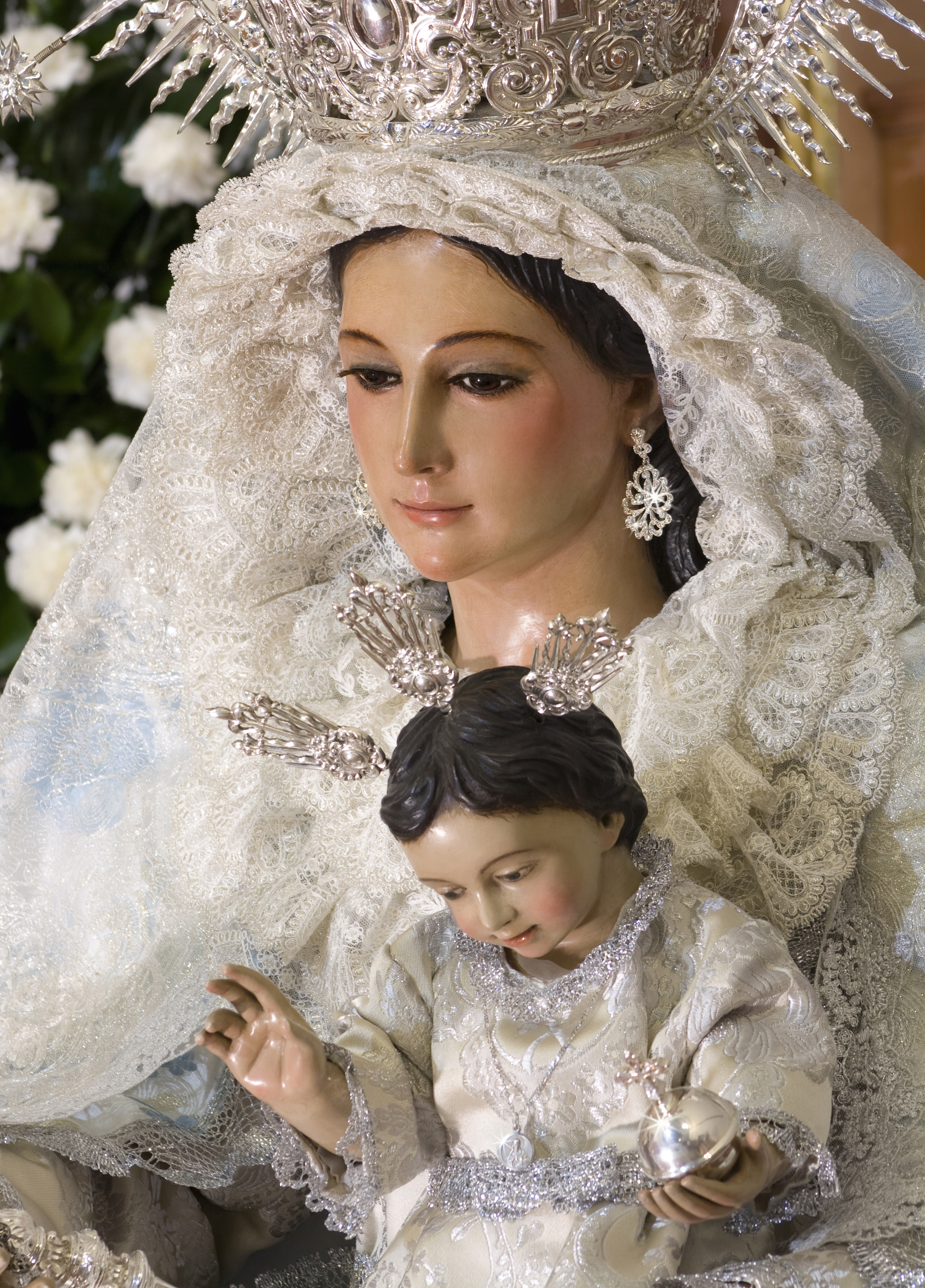
Nuestra Señora de los Remedios de Aljaraque

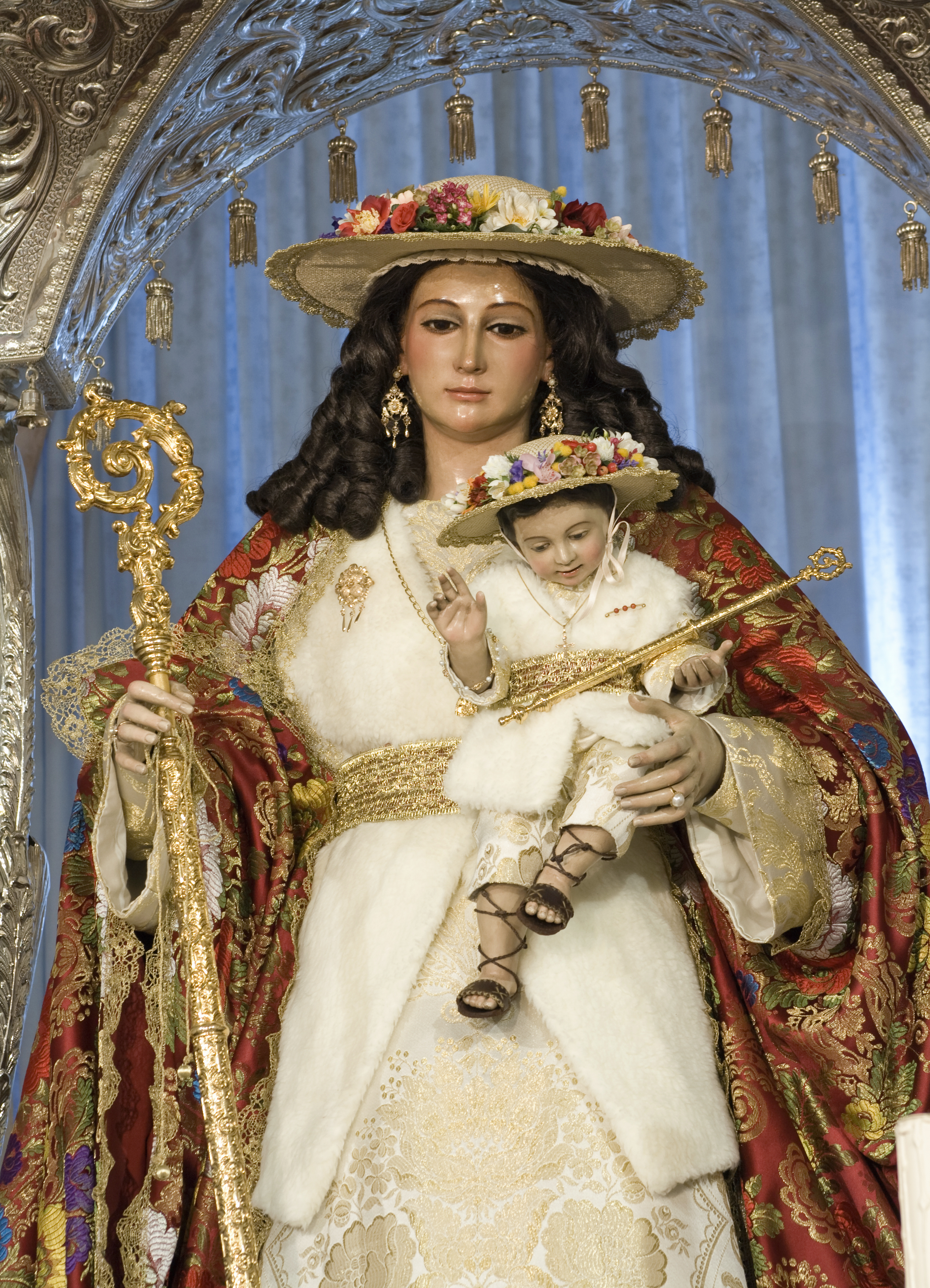
Foto virgen de los remedios 2009

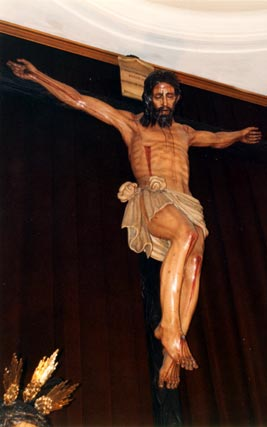
Cristo del Perdón (Huelva).

- Nazareno, 1940, Aljaraque. Parroquia de Ntra. Sra. de los Remedios.
- San Sebastián, 1944, Aljaraque. Parroquia de Ntra. Sra. de los Remedios.
- Ntra. Sra. de los Remedios, 1951, Aljaraque. Parroquia de Ntra. Sra. de los Remedios.
- Santa Bárbara, 1958, Corrales. Parroquia.
- Santa María Reina del Mundo, 1958, Corrales. Parroquia.
- Cautivo, 1959, Corrales. Parroquia.
- Virgen de los Milagros, 1980, Bellavista. Iglesia.

Almonaster la Real
- Cristo del Amor, 1948, Parroquia de San Martín.
- Cristo, 1961, Ayuntamiento, Capilla del Cementerio.

Alosno
- Cristo atado a la columna, 1944, Capilla.
- Evangelistas, 1944, Parroquia.

Aracena
- Cristo de la Sangre atado, 1943, Hermandad de la Vera-Cruz, Iglesia Prioral del Castillo. [4]
- San Antonio Abad, 1943, Madres Carmelitas, Iglesia de Sta. Catalina.
- Sayones (dos), 1945, Hermandad de la Vera-Cruz, Iglesia Prioral del Castillo.
- Virgen del Carmen, 1967, Madres Carmelitas, Iglesia de Sta. Catalina.

Ayamonte

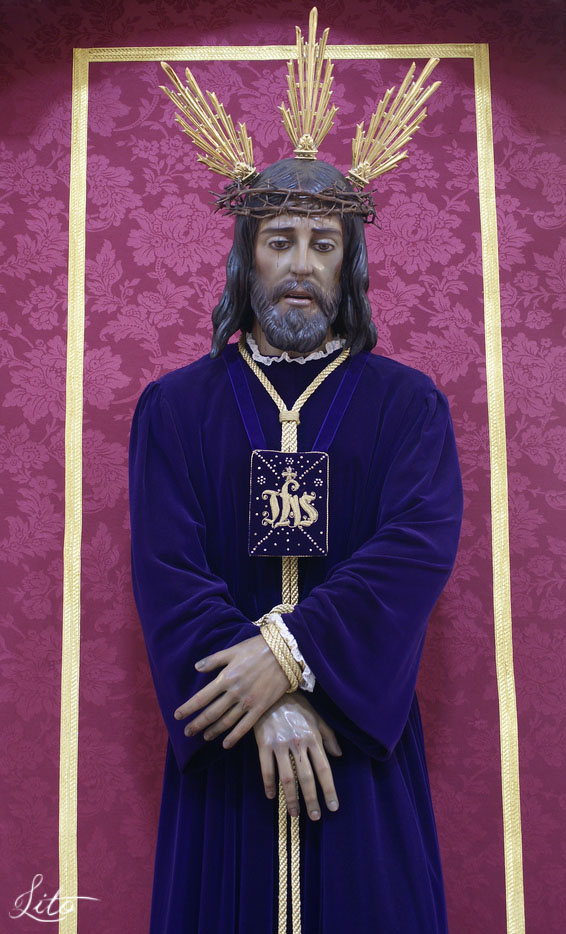
Cautivo de Ayamonte

- Retrato de Andrea Valdés, 1928, Privado.
- Retrato de Miguel Valdés, 1928, Privado.
- Retrato de Alberto Vélez y Sra.., 1931, Privado.
- Retrato de Trinidad Navarro, 1931, Privado.

- Venus desnuda, 1931, Privado.

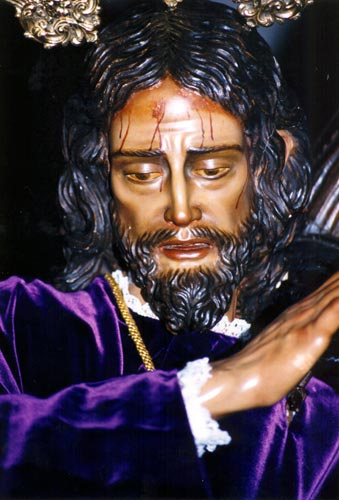
Pasión de Ayamonte.

- Retrato de Margarita Moreno, 1932, Privado.
- San Francisco, 1937, Hnas. de la Cruz. Convento Hermanas de la Cruz.
- Cristo Yacente, 1938, Hdad. de la Vera-Cruz, Iglesia de San Francisco.
- Cristo de la Vera-Cruz - 1940, Hdad. de la Vera-Cruz,  Iglesia de San Francisco. [5]
- Jesús de la Pasión - 1941, Hdad. de Pasión, Iglesia de las Angustias.[6]

- Virgen de la Paz, 1944, Hdad. de Pasión, Iglesia de las Angustias.
- San Antonio, 1945, Iglesia de las Angustias.
- Cristo yacente, 1946, Hdad. del Santo Entierro, Iglesia de las Angustias.
- Cristo de las Aguas, 1957, Hdad. de la Lanzada,  Iglesia de San Francisco. [5]
- Jesús orando y Ángel, 1968, Hdad. de la Oración en el Huerto, Iglesia de El Salvador.

- Virgen del Buen Fin, 1970, Hdad. de la Lanzada, Iglesia de San Francisco..
- Virgen del Rosario, 1972, Hdad. de Jesús Cautivo, Iglesia de la Merced[7]
- Cautivo, 1973, Hdad. de Jesús Cautivo, Iglesia de la Merced.
- Caballo, 1973, Hdad. de la Lanzada, Iglesia de San Francisco..
- Longinos, 1973, Hdad. de la Lanzada, Iglesia de San Francisco..

- Cristo de los Cuatro Clavos, 1975, Privado.
- Sor Ángela de la Cruz, 1984, Iglesia de las Angustias.

Beas
- Jesús de la Amargura (Señor de Clarines), Nazareno - 1943, Hdad. del Nazareno, Ermita Virgen de los Clarines.[4]

- Simón Cirineo, 1943, Hdad. del Nazareno, Ermita Virgen de los Clarines.
- Jesús Cautivo y Rescatado, 1947, Capilla del Sagrario.
- Resucitado, 1967, Parroquia.
- ”Cristo Crucificado”, 1981, Candón, Iglesia de San José.

Cartaya
- Virgen del Rosario, 1939, Parroquia de San Pedro Apóstol.
- San Sebastián, 1942, Ayuntamiento, Parroquia.
- Virgen de la Amargura, 1951, Hdad. de la Vera Cruz, Parroquia de San Pedro.
- Stmo. Cristo de la Vera Cruz, 1954, Hdad. de la Vera Cruz, Iglesia Parroquial de San Pedro.
- Virgen de las Mercedes, 1967.

Corteconcepción
- Virgen de los Dolores, 1958, Parroquia.

El Campillo
- Crucificado, 1967, Iglesia parroquial.

El Cerro de Andévalo
- Calvario en el Retablo, 1953, Parroquia de Ntra. Sra. de Gracia.
- Virgen del Andévalo, 1953, Parroquia Ntra. Sra. de Gracia.

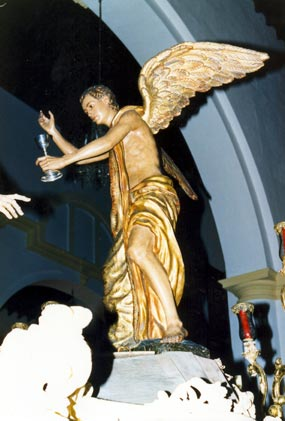
Ángel de la Oración en el Huerto (Huelva).

- Virgen de Albricias, 1958, Parroquia de Ntra. Sra. de Gracia.
- Nazareno, 1969, Hermandad del Nazareno, Parroquia de Ntra. Sra. de Gracia.
- Sor Ángela de la Cruz, 1984, Plaza Sor Ángela.

Galaroza
- Cristo del Murtiga, 1951, Iglesia Ntra. Sra. del Carmen.

Gibraleón
- Virgen de la Soledad, 1947, Capilla Ntra. Sra. del Carmen.
- Virgen del Perpetuo Socorro, 1968, El Judío. Capilla de Ntra. Sra. del Perpetuo Socorro.
- Cristo, 1978, Iglesia, El Judío. Capilla de Ntra. Sra. del Perpetuo Socorro.

Huelva
- Primeras Obras del Campo, 1924, Fundación Escultor León Ortega.
- Jesús de la Humildad, Herodes y Sayones, 1942, Hdad. de la Victoria, Iglesia del Sagrado Corazón.
- Ntra., Sra. de la Paz, 1943, Hdad. del Stmo. Cristo de la Victoria, Iglesia de San Sebastián.

- Ángel, Oración en el Huerto - 1943, Hermandad Oración en el Huerto, Iglesia de la Concepción.[8]
- Cristo Yacente, 1943, Hdad. de Ntra. Sra. de las Angustias, Ermita de la Soledad.
- Virgen de la Soledad, 1944, Hdad. de la Soledad, Ermita de la Soledad.
- Ntro. P. Jesús de las Penas en sus Tres Caídas - 1945, Hdad. de las Tres Caídas, Iglesia del Sagrado Corazón.[4]
- Verónica, 1945, Hdad. de las Tres Caídas, Iglesia del Sagrado Corazón.

- Cristo de la Victoria y 3 Sayones - 1945, Hdad. del Stmo. Cristo de la Victoria, Iglesia de San Sebastián.[4]
- Cristo del Perdón, 1946, Parroquia, Iglesia del Sagrado Corazón.
- Cristo en su Entrada Triunfal, 1946, Hdad. de la Entrada Triunfal "de la Borriquita", Iglesia de San Pedro.
- Niño con Palma, 1946, Hdad. de la Entrada Triunfal "de la Borriquita", Iglesia de San Pedro.

- Cristo del Amor, 1949, Hdad. Santa Cena, Iglesia del Sagrado Corazón.
- Virgen de los Ángeles, 1949, Hdad. de la Entrada Triunfal "de la Borriquita", Iglesia de San Pedro.
- María Stma. del Amor, 1949, Hdad. de las Tres Caídas, Iglesia del Sagrado Corazón.
- Cristo de la Sangre - 1950, Hermandad de los Estudiantes, Iglesia de San Sebastián.[9]

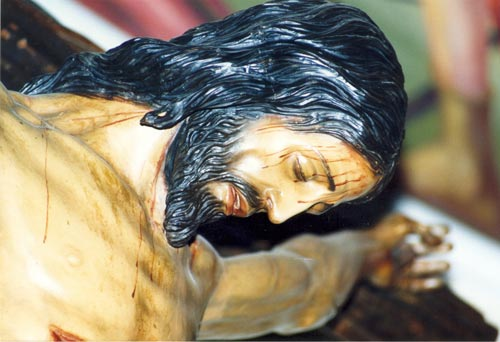
Cristo de la Sangre de Huelva.

- San Juan Evangelista, 1951, Hdad. de la Victoria, Iglesia del Sagrado Corazón.
- Virgen de la Resignación en sus Dolores, 1952, Hdad. del Descendimiento, Iglesia de San Pedro.
- Grupo del Descendimiento: Cristo, Virgen, Magdalena, San Juan, José de Arimatea y Nicodemo, 1952 - 1953, Hdad. del Descendimiento, Iglesia de San Pedro.[4]
- Ntra. Sra. del Rosario, 1954, Hdad. Sagrada Cena, Iglesia del Sagrado Corazón.

- Virgen del Valle, 1956, Hermandad de los Estudiantes, Iglesia de San Sebastián.
- Ntra. Sra. de Montemayor, 1956, Ilustre Hdad. Filial de Ntra. Sra. de Montemayor, Iglesia del Sagrado Corazón, Capilla Hermandad Tres Caídas.
- San Cristóbal, 1956, Iglesia de los Dolores.[10]
- Virgen del Rocío, 1958, Parroquia, Iglesia de Nuestra Señora del Rocío.

- Virgen de las Angustias - 1958, Hdad. de Ntra. Sra. de las Angustias, Ermita de la Soledad.[7]
- San Juan de Dios, 1959, Obispado, Catedral de la Merced.
- Virgen de Gracia, 1960, Seminario, Capilla del Seminario Menor.
- Relieve Virgen del Rocío, 1961, Hdad. de las Tres Caídas, Casa Hermandad Tres Caídas.
- San Juan Bautista, 1963, Capilla Bautismal, Iglesia de la Concepción.[11]
- Virgen de la Amargura, 1967, Hermanas de la Cruz, Convento de las Hermanas de la Cruz.

- Cristo, 1967, Capilla Escuela Náutica Pesquera.
- Corazón de Jesús, 1967, Parroquia, Iglesia de San Pedro.
- Virgen de los Milagros, 1967, Diputación de Huelva.
- Beato Mtro. Juan de Ávila, 1967, Seminario Diocesano.
- Cristo de la Iglesia de la Concepción, 1968, Ermita de la Soledad.[1]

- Cristo, 1968, Hospital, Capilla Hospital Vázquez Díaz.
- Virgen del Carmen, 1968, Hospital, Capilla Hospital Vázquez Díaz.
- Cristo, 1972, Hermanas de la Cruz, Convento de las Hermanas de la Cruz.
- Corazón de Jesús, 1972, Hermanas de la Cruz, Convento de las Hermanas de la Cruz.
- Santa María Madre de la Iglesia, 1973, Parroquia, Iglesia de Santa María Madre de la Iglesia.
- Jesús del Calvario[4] , 1973, Hdad. del Calvario, Capilla de Jesús del Calvario.
- Jesús Cautivo,[12] 1974, Parroquia del Rocío, Iglesia de Nuestra Señora del Rocío.
- Cristo de la Fe, 1975, Hdad. de la Fe, Iglesia de Santa María Madre de la Iglesia.

- Cristo, 1975, Hnas. Nazarenas, Capilla Hermanas Misioneras de Nazaret.
- Virgen con Niño (Stma. Virgen de Nazaret), 1975, Hnas Nazarenas, Capilla Hermanas Misioneras de Nazaret.
- Cristo Crucificado,[5]1975, Parroquia, Iglesia de Nuestra Señora del Rocío.

- Cristo, 1977, Capilla de la Ciudad de los Niños.
- Cristo Crucificado,[5]1979, Parroquia, Iglesia Parroquial de San Juan de Ávila.

- Virgen del Amparo, 1983, Residencia de Pensionistas La Orden.
- Cirineo, 1983, Hdad. del Cristo de la Flagelación, Iglesia del Gran Poder.
- Jesús Cautivo, 1985, Hermandad del Cautivo, Capilla de la Misericordia.
- Busto M. Cazenave, 1985, Fundación Escultor León Ortega.

Isla Cristina
- Nazareno, 1941, La Redondela. Iglesia Parroquial.

La Nava
- Cristo de los Caminantes o las Virtudes, 1967, Ermita del Cristo de las Virtudes.

Lepe

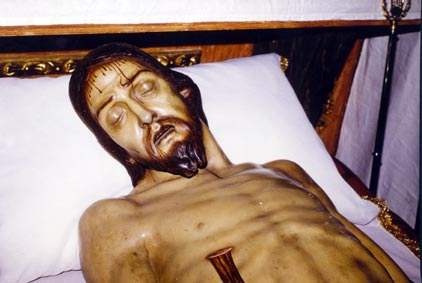
Yacente (Huelva).

- San Francisco Javier, 1954, Parroquia, Parroquia de Sto. Domingo.
- Virgen del Carmen, 1954, Parroquia, Capilla del Carmen.
- Virgen de la Paz, 1966, Hdad. de la Borriquita, Capilla del Cristo del Mar.
- Cautivo, 1980, Capilla del Cristo del Mar.
- Grupo de la Borriquita, 1980, Capilla del Cristo del Mar.
- Cristo, 1969, Parroquia de Ntra. Sra. del Carmen. La Antilla.
- Virgen del Carmen, 1969, Parroquia de Ntra. Sra. del Carmen. La Antilla.

Lucena del Puerto
- Virgen del Rocío, 1942, Hdad. del Rocío, Parroquia de San Vicente Mártir.
- Virgen de Consolación en sus Dolores, 1948, Hdad. del Señor del Gran Poder y Ntra. Sra. de Consolación, Parroquia de San Vicente Mártir.
- Jesús del Gran Poder, 1948, Hdad. del Señor del Gran Poder y Ntra. Sra. de Consolación, Parroquia de San Vicente Mártir.
- Virgen de la Luz, 1956, Hacienda de la Luz, Oratorio.

La Zarza
- Cristo del Perdón, 1947, Iglesia Sagrado Corazón de Jesús.
- Santa _Bárbara, 1950, Congregación Mariana, Iglesia Sagrado Corazón de Jesús.
- Virgen de la Amargura, 1956, Iglesia Sagrado Corazón de Jesús.
- San Agustín (Retablo), 1956, Iglesia Sagrado Corazón de Jesús.
- San Francisco Javier, 1956, Iglesia Sagrado Corazón de Jesús.

Minas de Riotinto
- Cristo, 1947, Parroquia de Santa Bárbara.
- Inmaculada, 1951, Parroquia de Santa Bárbara.

Moguer
- Jesús Nazareno - 1938, Hdad. Ntro. Padre Jesús Nazareno, Ermita de San Sebastián.[4]
- San Juan Evangelista, 1940, Hdad. del Nazareno, Ermita de San Sebastián.
- Virgen de los Dolores ó Ntra. Sra. Madre de Dios de Gracia, 1944, Hdad. Ntro. Padre Jesús Nazareno, Ermita de San Sebastián.
- Cirineo, 1947, Hdad. Ntro. Padre Jesús Nazareno, Ermita de San Sebastián.
- Cristo de la Paz Eterna, (yacente), 1962, Cofradía de Nazarenos de Stimo. Cristo de la Misericordia, Ermita de San Sebastián.
- San Francisco de Asís, 1963, Iglesia de San Francisco.
- Cristo del Amor y Ángel de la Oración en el Huerto, 1975, Cofradía de Jóvenes Nazarenos de Stimo. Cristo del Amor en la Oración en el Huerto, Ermita de San Sebastián.

Nerva
- Virgen Dolorosa, 1967, Parroquia.

 Niebla

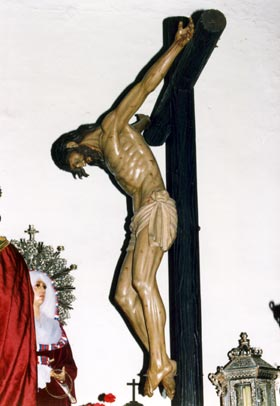
Cristo de las Aguas (Ayamonte).

- Inmaculada, 1963, Parroquia de Ntra. Sra. de la Granada.
- San Bernabé, 1967.

Palos de la Frontera
- Cristo del Mayor Dolor, (crucificado), 1962, Monasterio de La Rábida.
- Santa María de la Rábida,[13] Virgen de los Milagros, versión de León de la original del siglo XIV - 1966, Monasterio de La Rábida.[14]
- San Jorge, 1978, Parroquia de San Jorge Mártir.

Puebla de Guzmán
- Santa Lucía, 1953, Parroquia Sta. Cruz Nazareno.
- Jesús Nazareno,[15]1967, Parroquia Sta. Cruz Nazareno.

Sanlúcar de Guadiana
- Virgen de la Rábida - 1938, Parroquia de Ntra. Sra. de las Flores.[7]

Santa Bárbara de Casa
- Santa Bárbara, 1967.

Tharsis
- Cristo, 1958, Parroquia de Santa Bárbara.
- Inmaculada, 1958, Parroquia de Santa Bárbara.
- Dolorosa, 1967.

Trigueros
- San Antonio Abad, 1979, Hdad. del Rocío de Trigueros, Capilla Hdad. del Rocío.

Villablanca
- Cristo del Amor, 1977, Parroquia de San Sebastián.

Villanueva de los Castillejos
- Inmaculada, 1950, Iglesia de la Inmaculada Concepción.

Villarrasa
- San Isidro 1967.

##### Otras Provincias
Badajoz
Bodonal de la Sierra
- Cristo de las Siete Palabras, 1971, Parroquia de San Blas.

Jerez de los Caballeros
- Cristo y Ángel en la Oración en el Huerto, 1956, Cofradía del Señor orando y Ntra. Sra. del Rosario, Iglesia Parroquial de San Miguel Arcángel.
- Grupo del Descendimiento: Cristo, Virgen, San Juan’’, José de Arimatea y Nicodemo, 1957, Cofradía de Ntro. Padre Jesús Nazareno, Iglesia de Santa María.
- Virgen de la Encarnación, 1966, Cofradía de Ntro. Padre Jesús Nazareno, Iglesia de Santa María de la Encarnación.
- Corazón de Jesús, 1967, Torre del Reloj. Destruido.
- Cristo Crucificado, 1969, Hermanas de la Cruz, Convento Hermanas de la Cruz.
- Virgen de la Salud, 1970, Hermanas de la Cruz, Convento Hermanas de la Cruz.

Puebla de Sancho Pérez
- Cristo atado a la columna (Jesús Yacente), 1966, Hdad. de Ntro. Padre Jesús Nazareno, Parroquia.
- María Stima. del Mayor Dolor, 1968, Hdad. de Ntro. Padre Jesús Nazareno, Parroquia.
- Jesús orando en el huerto, 1971, Hdad. de la Oración en el Huerto, Parroquia.

Cáceres
- Cristo, 1955, Misioneros de la Preciosa Sangre de Cristo, Casa del Sol.

Córdoba
- Virgen del Buen Fin, Parroquia de San José y Espíritu Santo.

Jaén
Linares
- Nuestro Padre Jesús de la Humildad, 1988. Hermandad de la VeraCruz.

Madrid
- Retrato de Luna, 1930, Museo Estudio de Manuel Benedito.
- Virgen del Aire, 1967, Parroquia de Cuatro Vientos.[16]
- Cristo, 1967, Parroquia de Cuatro Vientos.[17]

Málaga
Vélez-Málaga

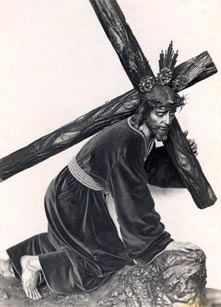
Jesús de las Tres Caídas (Huelva) en el taller de San Cristóbal, 1945.

- San Antonio, 1967. Corazón de Jesús.

Salamanca
Ciudad Rodrigo
- San José, 1962, Seminario Diocesano, Seminario (Iglesia, Altar Lateral).
- Corazón de Jesús, 1962, Obispado de Ciudad Rodrigo, Parroquia del Sagrario.

La Fuente de San Esteban
- San Esteban, 1961, Parroquia (Retablo Central).
- Corazón de Jesús, 1963, Parroquia (Retablo Central).
- Corazón de María, 1963, Parroquia (Retablo Central).

Salamanca
- Santa María de la Rábida, Virgen de los Milagros, versión Original de León de la original del siglo XIV, 1965, Privado.

Sancti-Spíritus
Cristo, 1962, Parroquia del Espíritu Santo (Altar).
Sevilla
La Puebla de Cazalla
- Virgen de las Virtudes - 1948, Iglesia de Nuestra Señora de las Virtudes.[18]

Sevilla
- Retrato de José Vázquez - 1936, Estudio de José Vázquez.[19]
- Cristo, 1967, Hermanas de la Cruz, Casa Convento de la Beata Ángela de la Cruz.

Villanueva del Río y Minas
- Virgen de la Salud, 1967, Hnas. de la Cruz, Capilla Hnas. de la Cruz.[20]

Tenerife
- Virgen de la Cinta, 1965, Parroquia de San Agustín. La Laguna.[21]

#### Bélgica
Bruselas
- Cristo, 1965, Privado.

#### USA
Stamford (Connecticut)
- San Maximiliano, 1978, Holy Name Church.*[22]